# NGC 5420
NGC 5420 est une galaxie spirale située dans la constellation de la Vierge. Sa vitesse par rapport au fond diffus cosmologique est de 5 158 ± 21 km/s, ce qui correspond à une distance de Hubble de 76,1 ± 5,3 Mpc (∼248 millions d'al). NGC 5420 a été découverte par l'astronome américain Francis Leavenworth en 1885.
La classe de luminosité de NGC 5420 est II et elle présente une large raie HI.

## Supernova
La supernova SN 2005N a été découverte dans NGC 5420 le 19 janvier 2005 par J. Graham et W. Li dans le cadre du programme LOSS (Lick Observatory Supernova Search) de l'observatoire Lick. Cette supernova était de type Ib/c. 